# The Best FIFA Football Awards 2022
Bei den The Best FIFA Football Awards 2022 wurden am 27. Februar 2023 in Paris der 32. FIFA-Weltfußballer des Jahres, die 22. FIFA-Weltfußballerin des Jahres, der 13. FIFA-Welttrainer des Jahres im Männer- und Frauenfußball, der 6. FIFA-Welttorhüter des Jahres und erstmals die FIFA-Welttorhüterin des Jahres gekürt. Zudem wurden die FIFA FIFPro World XI, der FIFA-Fanpreis, der FIFA-Puskás-Preis und der FIFA-Fairplay-Preis vergeben.

## FIFA-Weltfußballer des Jahres
Der Gewinner wurde durch eine Abstimmung unter Nationaltrainern, Nationalmannschaftskapitänen, Medienvertretern und Fans ermittelt. Diese nannten jeweils die drei ihrer Meinung nach besten Fußballer. Eine Nennung an Platz eins brachte fünf Punkte, ein zweiter Platz drei Punkte, der dritte Platz einen Punkt. Danach wurden die Punkte addiert. Am 12. Januar 2023 veröffentlichte die FIFA eine Liste mit 14 Spielern, aus der der FIFA-Weltfußballer gewählt wurde. Die drei Finalisten wurden am 10. Februar 2023 bekanntgegeben. Gewinner wurde Lionel Messi.
| Platz      | Name               | Nationalität | Verein                              | Punkte     |
| Finalisten | Finalisten         | Finalisten   | Finalisten                          | Finalisten |
| ---------- | ------------------ | ------------ | ----------------------------------- | ---------- |
| 1.         | Lionel Messi       | Argentinien  | Paris Saint-Germain                 | 52         |
| 2.         | Kylian Mbappé      | Frankreich   | Paris Saint-Germain                 | 44         |
| 3.         | Karim Benzema      | Frankreich   | Real Madrid                         | 34         |
| Kandidaten |                    |              |                                     |            |
| 4.         | Luka Modrić        | Kroatien     | Real Madrid                         | 28         |
| 5.         | Erling Haaland     | Norwegen     | Borussia Dortmund / Manchester City | 24         |
| 6.         | Sadio Mané         | Senegal      | FC Liverpool / FC Bayern München    | 19         |
| 7.         | Julián Álvarez     | Argentinien  | River Plate / Manchester City       | 17         |
| 8.         | Achraf Hakimi      | Marokko      | Paris Saint-Germain                 | 15         |
| 9.         | Neymar             | Brasilien    | Paris Saint-Germain                 | 13         |
| 10.        | Kevin De Bruyne    | Belgien      | Manchester City                     | 10         |
| 11.        | Vinícius Júnior    | Brasilien    | Real Madrid                         | 10         |
| 12.        | Robert Lewandowski | Polen        | FC Bayern München / FC Barcelona    | 7          |
| 13.        | Jude Bellingham    | England      | Borussia Dortmund                   | 3          |
| 14.        | Mohamed Salah      | Ägypten      | FC Liverpool                        | 2          |

## FIFA-Weltfußballerin des Jahres
Die Gewinnerin wurde durch eine Abstimmung unter Nationaltrainern, Nationalmannschaftskapitänen, Medienvertretern und Fans ermittelt. Diese nannten jeweils die drei ihrer Meinung nach besten Fußballerinnen. Eine Nennung an Platz eins brachte fünf Punkte, ein zweiter Platz drei Punkte, der dritte Platz einen Punkt. Danach wurden die Punkte addiert. Gewinnerin wurde Alexia Putellas.
| Platz         | Name             | Nationalität       | Verein                            | Punkte        |
| Finalistinnen | Finalistinnen    | Finalistinnen      | Finalistinnen                     | Finalistinnen |
| ------------- | ---------------- | ------------------ | --------------------------------- | ------------- |
| 1.            | Alexia Putellas  | Spanien            | FC Barcelona                      | 50            |
| 2.            | Alex Morgan      | Vereinigte Staaten | Orlando Pride / San Diego Wave FC | 37            |
| 3.            | Beth Mead        | England            | FC Arsenal                        | 37            |
| Kandidatinnen |                  |                    |                                   |               |
| 4.            | Sam Kerr         | Australien         | FC Chelsea                        | 34            |
| 5.            | Aitana Bonmatí   | Spanien            | FC Barcelona                      | 29            |
| 6.            | Debinha Debinha  | Brasilien          | North Carolina Courage            | 25            |
| 7.            | Alexandra Popp   | Deutschland        | VfL Wolfsburg                     | 17            |
| 8.            | Leah Williamson  | England            | FC Arsenal                        | 17            |
| 9.            | Wendie Renard    | Frankreich         | Olympique Lyon                    | 13            |
| 10.           | Ada Hegerberg    | Norwegen           | Olympique Lyon                    | 9             |
| 11.           | Lena Oberdorf    | Deutschland        | VfL Wolfsburg                     | 4             |
| 12.           | Vivianne Miedema | Niederlande        | FC Arsenal                        | 2             |
| 13.           | Keira Walsh      | England            | Manchester City / FC Barcelona    | 0             |
| 13.           | Jessie Fleming   | Kanada             | FC Chelsea                        | 0             |

## FIFA-Welttorhüter des Jahres
Gewinner wurde Emiliano Martínez.
| Platz      | Name                      | Nationalität | Verein          | Punkte     |
| Finalisten | Finalisten                | Finalisten   | Finalisten      | Finalisten |
| ---------- | ------------------------- | ------------ | --------------- | ---------- |
| 1.         | Emiliano Martínez         | Argentinien  | Aston Villa     | 26         |
| 2.         | Thibaut Courtois          | Belgien      | Real Madrid     | 20         |
| 3.         | Yassine Bounou            | Marokko      | FC Sevilla      | 14         |
| Kandidaten |                           |              |                 |            |
| 4.         | Alisson Becker            | Brasilien    | FC Liverpool    | 8          |
| 5.         | Ederson Santana de Moraes | Brasilien    | Manchester City | 4          |

## FIFA-Welttorhüterin des Jahres
Gewinnerin wurde Mary Earps.
| Platz      | Name              | Nationalität       | Verein                           | Punkte     |
| Finalisten | Finalisten        | Finalisten         | Finalisten                       | Finalisten |
| ---------- | ----------------- | ------------------ | -------------------------------- | ---------- |
| 1.         | Mary Earps        | England            | Manchester City                  | 26         |
| 2.         | Christiane Endler | Chile              | Olympique Lyon                   | 22         |
| 3.         | Ann-Katrin Berger | Deutschland        | FC Chelsea                       | 10         |
| Kandidaten |                   |                    |                                  |            |
| 4.         | Sandra Paños      | Spanien            | FC Barcelona                     | 7          |
| 5.         | Merle Frohms      | Deutschland        | 1. FFC Frankfurt / VfL Wolfsburg | 5          |
| 5.         | Alyssa Naeher     | Vereinigte Staaten | Chicago Red Stars                | 3          |

## FIFA-Welttrainer des Jahres (Männerfußball)
Am 12. Januar 2023 veröffentlichte die FIFA eine Liste mit 5 Trainern, aus der die FIFA-Welttrainer gewählt wurde. Die drei Finalisten wurden am 9. Februar 2023 bekanntgegeben.
FIFA-Welttrainer des Jahres im Männerfußball wurde Lionel Scaloni.
| Platz      | Name             | Nationalität | Team                       | Punkte     |
| Finalisten | Finalisten       | Finalisten   | Finalisten                 | Finalisten |
| ---------- | ---------------- | ------------ | -------------------------- | ---------- |
| 1.         | Lionel Scaloni   | Argentinien  | Argentinien                | 28         |
| 2.         | Carlo Ancelotti  | Italien      | Real Madrid                | 17         |
| 3.         | Pep Guardiola    | Spanien      | Manchester City            | 12         |
| Kandidaten |                  |              |                            |            |
| 4.         | Walid Regragui   | Marokko      | Wydad Casablanca / Marokko | 10         |
| 5.         | Didier Deschamps | Frankreich   | Frankreich                 | 5          |

## FIFA-Welttrainer des Jahres (Frauenfußball)
FIFA-Welttrainerin des Jahres im Frauenfußball wurde Sarina Wiegman.
| Platz      | Name                     | Nationalität | Team           | Punkte     |
| Finalisten | Finalisten               | Finalisten   | Finalisten     | Finalisten |
| ---------- | ------------------------ | ------------ | -------------- | ---------- |
| 1.         | Sarina Wiegman           | Niederlande  | England        | 28         |
| 2.         | Sonia Bompastor          | Frankreich   | Olympique Lyon | 18         |
| 3.         | Pia Sundhage             | Schweden     | Brasilien      | 10         |
| Kandidaten |                          |              |                |            |
| 4.         | Emma Hayes               | England      | FC Chelsea     | 10         |
| 5.         | Martina Voss-Tecklenburg | Deutschland  | Deutschland    | 6          |
| 6.         | Bev Priestman            | England      | Kanada         | 0          |

## Weitere Auszeichnungen
- FIFA FIFPro World XI: Siehe FIFA FIFPro World XI#2022
- FIFA-Fanpreis: Fans von  Argentinien (siehe FIFA-Fanpreis#2022)
- FIFA-Puskás-Preis:  Marcin Oleksy (siehe FIFA-Puskás-Preis#2022)
- FIFA-Fairplay-Preis:  Luka Lotschoschwili (siehe FIFA-Fairplay-Preis#Preisträger)

## Expertengremien

### Expertengremium für die Awards der Männer (Spieler, Torwart, Trainer)
Das Gremium, das die Kandidaten für die The Best FIFA Football Awards™ 2022 auswählte, bestand aus:
- Mehdi Benatia
- Iker Casillas
- Cha Bum-Kun
- Hernan Crespo
- Dwayne De Rosario
- Michael Essien
- Gilberto Silva
- Bambang Pamungkas
- John Terry
- Ivan Vicelich
- Paulo Wanchope

### Expertengremium für die Awards der Frauen (Spielerin, Torfrau, Trainer im Frauenfußball)
Das Gremium, das die Kandidaten für die The Best FIFA Football Awards™ 2022 auswählte, bestand aus:
- Mercy Akide
- Gaëlle Enganamouit
- Anouk Hoogendijk
- Maia Jackman
- Carli Lloyd
- Aya Miyama
- Romina Parraguirre
- Sissi
- Mónica Vergara
- Fara Williams